# Brasserie Deschutes
Pour les articles homonymes, voir Deschutes.
Deschutes est une brasserie artisanale fondée en 1988 à Bend, en Oregon, aux États-Unis. La compagnie produit (produire) une gamme de bières actuellement distribuée dans 21 États. En 2012, c’était la cinquième plus importante brasserie artisanale et la douzième plus importante dans l’ensemble des États-Unis.

## Histoire
Gary Fish a créé la Brasserie Deschutes avec une petite microbrasserie en 1988 dans le centre de Bend, en Oregon et l’a appelé d’après le nom de la rivière Deschutes. Fish a mis en avant une approche communautaire pour sa société, indiquant, « Nous avons envie que les gens sentent que ceci, à leur façon, leur appartient ». La brasserie a vendu 310 barils de bière la première année, et en 1992, les ventes montaient jusqu’à 3 954 barils. Incapable de répondre à la demande dans l’atelier original, la brasserie s’est agrandie à une usine de brassage de 16 000 pieds carrés (1 500 mètres carrés) avec la capacité de brasser par groupes de 50 barils. Maintenant, Deschutes a une usine de brassage avec deux microbrasseries, distribuant ses bières dans vingt-et-un États de l’ouest et du mid-ouest. Une brasserie de Deschutes a ouvert ses portes dans le Pearl District de Portland, en Oregon en mai 2008. 
En  2012, la brasserie augmente sa capacité de brassage de 627 mètres carrés, permettant la production de 105 000 barils supplémentaires par an. Le nouvel équipement installé contient un système de réutilisation d’eau permettant à la société d’économiser plus de mille gallons d’eau par année, ainsi qu’un système de capture du dioxide de carbone produit lors du processus de fermentation, ce qui réduira les déchets envoyés aux égouts. La première étape dans l’expansion, qui comptait cinq nouveaux réservoir de fermentation, est achevée en 2012 et la deuxième étape, avec un autre cinq réservoirs, est achevée au printemps 2013. 
En juin 2013 Ernst & Young nomme Gary Fish Entrepreneur du Pacifique Nord-Ouest de l’année.

## Produits
La société produit une gamme de bières incluant la Black Butte Porter, la Mirror Pond Pale Ale, la Chainbreaker White IPA, la Deschutes River Ale, l’Obsidian Stout, la Red Chair NWPA, la Twilight Summer Ale, la Jubelale, la Hop Henge, la Fresh Squeezed IPA, la Hop Trip, la Chasin' Freshies, la The Dissident et la réputée la Abyss. En avril 2006, la brasserie Deschutes a remplacé sa Quail Springs IPA, une Indian Pale Ale de style anglais, avec Inversion IPA, une Indian Pale Ale de style Nord-Ouest Américaine, son IPA à roulement annuel. 
Pour célébrer son vingt-cinquième anniversaire en 2013, la brasserie Deschutes a créé une série de bières collaboratives appelées Classe 88’, en partenariat avec d’autres brasseries ouvertes en 1988 à travers le pays. La première bière dans la série était un vin d’orge, réalisé avec la collaboration de la Rogue Ales et de la North Coast Brewing Company, et la deuxième bière était une Porter fumée produite en collaboration avec la Brasserie des Grands Lacs. La troisième bière, enfin, était une bière forte de style belge en collaboration avec la Goose Island Beer Company, une brasserie de Chicago.
Mirror Pond a gagné des prix importants dans la catégorie de Pale Ale à des compétitions de brassage, incluant la Médaille d’Or 2010 du Grand Festival Américain de la Bière et le World’s Best Premium Pale Ale en 2010. Black Butte est la meilleure vente de Porter artisanale aux États-Unis. La bière de printemps de la société, la Red Chair Northwest Pale Ale, a gagné le prix de Meilleure Bière du Monde en 2010 et en 2012.

## Communauté
Pour chaque baril vendu, la brasserie Deschutes fait une donation d'1 $ à des associations de charité nationales et locales via son comité transrégional de développement de communautés. Les donations de la société vont du soutien à des causes d’environnementales à des aides aux enfants en besoin, par l’intermédiaire d’associations locales. Une équipe transdépartmentale d’individus passionnés aident à orienter les dons communautaires faits à la société, qui devraient s’élever à plus d’un quart de millions de dollar en 2013. 

## Développement durable
La brasserie Deschutes a reçu le prix 2012 du développement durable du centre environnemental du Centre-Oregon et a été désignée en 2011 “Partenaire Énergie Verte” par l’Agence de Protection Environnementale des États-Unis. Depuis 2012, la brasserie Deschutes s’est engagée à remettre un milliard de gallons d’eau dans la rivière Deschutes par année à travers le programme du Conservatoire de la Rivière Deschutes (CRD) d’entretien des eaux. - la plus grande donation du programme. La société achète ou compense ses propres dépenses en énergie avec 100 pour cent d’énergie électrique issue de sources renouvelables et est classé Champion, du programme d’énergie renouvelable Pacific Power’s Blue Sky.